# Lista de devotos de Santa Teresa de Lisieux

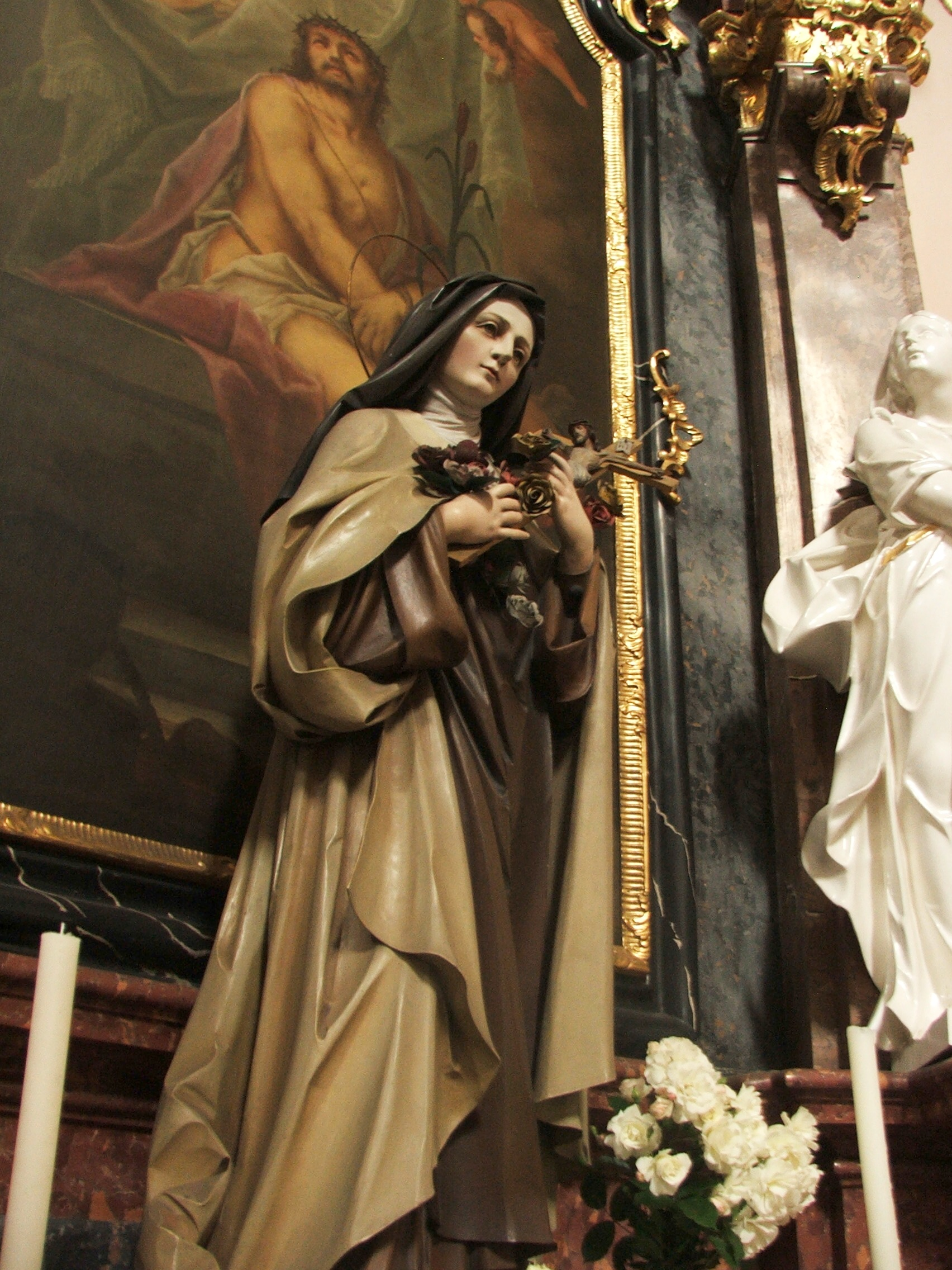
Estátua de Santa Teresa na Igreja da Santíssima Trindade, Fulnek, República Tcheca.

Ao longo dos anos, um número de pessoas proeminentes se tornaram devotos de Santa Teresa de Lisieux. Esses incluem:
- Papa Francisco - "Quando tenho um problema, peço à santa que não o resolva, mas que tome nas mãos dela e me ajude a aceitá-lo.".[1]
- Papa João Paulo I - "Querida pequena Teresa, eu tinha dezessete anos quando li sua autobiografia. Isso me impressionou à força ... Depois de escolher o caminho da completa dedicação a Deus, nada poderia impedi-lo: nem doenças, nem oposição de fora., nem a névoa ou a escuridão interior".
- Madre Teresa de Calcutá, originalmente chamada Agnes, explicou sua escolha do nome Teresa da seguinte forma: "Escolhi Teresa como meu homônimo, porque ela fazia coisas comuns com um amor extraordinário" [2] Ela e Santa Teresa foram profundamente atraídas pelas palavras de Cristo na cruz: "Tenho sede".[3]
- Maximilian Kolbe ofereceu sua primeira missa com a intenção de beatificação e canonização da então irmã Teresa. Ele também dedicou suas missões asiáticas a Santa Teresa.[4]
- Maria Candida, da Eucaristia - foi inspirada pela leitura de A história de uma alma.[5]
- Edith Piaf - cantora francesa - "Logo após seu nascimento, Edith desenvolveu uma catarata. Ela ficou cega por quase três anos. Sua avó, Louise, a levou para Lisieux. Ela viu. Foi um verdadeiro milagre para Edith. Ela sempre acreditou nisso. Desde aquela época, ela tinha uma verdadeira devoção a Santa Teresa do Menino Jesus ... ela sempre tinha uma pequena foto da santa em sua mesa de cabeceira" (Simone Berteaut, a amiga mais próxima de Edith Piaf).[6]
- Louise Brooks - dançarina e atriz americana - "Sua jornada espiritual foi guiada por dois padres da cidade de Nova York, que ela viu com crescente frequência no final de 1952 e início de 1953, e por um livro sobre a vida de Santa Teresa de Lisieux, Tempestade da Glória Louise, tão apaixonada por Santa Teresa, que passou um domingo inteiro apoiado na cama com o cavalete, desenhando um retrato em carvão sobre tela, a partir de uma pequena foto de Teresa, às oito. dúzia de obras de arte".[7]
- Alain Mimoun - campeão olímpico de maratona - "Santa Teresa de Lisieux é minha santa padroeira. As rosas brancas que plantei em frente a ela [sua estátua no jardim] florescem quase o ano todo".[8]
- Henri Bergson - ganhador do prêmio Nobel - "Uma das razões pelas quais o filósofo Henri Bergson considerava Thérèse tão bem foi que ele ficou fascinado pelas qualidades de caráter que a levaram a confrontar o papa de seu tempo, Leão XIII, em busca de seus próprios desejos. ..explicitamente proibida pelo capelão de se dirigir a Leão XIII, Teresa desrespeitou a liminar. Ela foi arrastada por dois guardas papais. Este dificilmente é o santo dócil e dócil que a estatuária de Teresa também sugere."[9]
- São Luís Orione - santo italiano.
- Pio de Pietrelcina - santo italiano.
- Charles Maurras - autor francês e filósofo político.
- Jacques Fesch - assassino francês virou devoto.
- Ada Negri - poeta italiano.
- Giovanni Papini - crítico e jornalista italiano.
- Giuseppe Moscati - santo italiano.
- Francis Bourne - cardeal britânico - "Eu amo Santa Teresa de Lisieux porque ela simplificou as coisas: em nosso relacionamento com Deus, ela acabou com a matemática."[10]
- Jean Guitton - escritor francês.
- Emmanuel Mounier - escritor e filósofo francês.
- Gilbert Cesbron.
- Georges Bernanos - "Poucos meses antes de sua morte, Teresa escreveu sobre 'um muro que se ergue até os céus ... quando canto a felicidade do Céu, não sinto alegria, porque simplesmente estou cantando o que QUERO ACREDITE '(Manuscrits, 248) ... Bernanos, um devoto de Thérèse, emprega a mesma imagem em seu romance Diário de um padre do campo, onde o padre confidencia ao seu diário: Atrás de mim não havia nada. parede, uma parede preta.[11]
- Marie-Joseph Lagrange - fundadora da Escola Bíblica em Jerusalém - "Devo a Santa Teresa o fato de não ter me tornado um leitor de livros. Devo tudo a ela porque, sem ela, eu teria murchado, minha mente secada".
- Daniel Brottier - "Em 1923, os superiores do padre Brottier da Congregação do Espírito Santo lhe deram a responsabilidade de retomar [a] grande obra dos aprendizes órfãos de Auteuil. O ex-capelão militar já tinha grande devoção ao pequeno carmelita. Na época em que foi nomeado em Auteuil Paris, ele decidiu construir uma capela em homenagem a Teresa, que acabara de ser beatificada alguns meses antes, para que os órfãos pudessem rezar para sua pequena mãe em um santuário digno dela."[12]
- Louise de Bettignies.[13]
- Vita Sackville-West, autora de The Eagle and the Dove, um estudo de Teresa de Lisieux e Teresa de Ávila, admirou o "núcleo duro do heroísmo" que encontrou nas páginas da História de uma alma.[14]
- Gwen John - "Algumas de suas pinturas finais eram de fato de assuntos religiosos incluindo inúmeras (mais de 700) pequenas cópias em tinta após uma fotografia de Teresa de Lisieux e a irmã mais velha da santa, Pauline Martin."[15]
- Marcel Van, Servo de Deus, um irmão redentorista vietnamita. Ele teria visões e conversas com Santa Teresinha Ele foi fortemente influenciado pela espiritualidade dela, e seus ensinamentos são frequentemente considerados uma continuação do "Caminho dela".[16]
- Jean Vanier - fundador da l'Arche.
- Santa Afonsa - Primeira Santa Indiana.[17]
- Anna Schaffer - santa alemã.
- Jack Kerouac, autor americano.[18]